# 北海道道746号高見西舎線
北海道道746号高見西舎線（ほっかいどうどう746ごう たかみにしちゃせん）は、北海道日高郡新ひだか町と浦河郡浦河町を結ぶ一般道道である。起点 - 新ひだか町三石川上間は未供用となっている。

## 概要

### 路線データ
- 起点：北海道日高郡新ひだか町静内高見
- 終点：北海道浦河郡浦河町西舎（国道236号交点）
- 供用済総距離：28.0 km

## 歴史
- 1972年（昭和47年）3月31日 - 路線認定[1]。

## 地理

### 通過する自治体
- 日高振興局
  - 日高郡新ひだか町
  - 浦河郡浦河町

### 主な接続道路
新ひだか町
- 北海道道111号静内中札内線 - 静内高見（未供用のため実際は接続はしていない）
- 北海道道234号美河三石停車場線 - 三石川上（重複）

浦河町
- 北海道道348号野深荻伏停車場線 - 野深
- 北海道道481号上向別浦河停車場線 - 上向別（重複）
- 国道236号 - 西舎（終点）

### トンネル
- 野深トンネル（291.5m）

### 沿線にある施設など
浦河町
- 浦河ダム - 上向別